# Liste der Bodendenkmäler in Langfurth
Auf dieser Seite sind die Bodendenkmäler in der mittelfränkischen Gemeinde Langfurth zusammengestellt. Diese Tabelle ist eine Teilliste der Liste der Bodendenkmäler in Bayern. Grundlage ist die Bayerische Denkmalliste, die auf Basis des Bayerischen Denkmalschutzgesetzes vom 1. Oktober 1973 erstmals erstellt wurde und seither durch das Bayerische Landesamt für Denkmalpflege geführt wird. Die folgenden Angaben ersetzen nicht die rechtsverbindliche Auskunft der Denkmalschutzbehörde.

## Bodendenkmäler der Gemeinde Langfurth

### Bodendenkmäler in der Gemarkung Ammelbruch
| Lage                  | Objekt | Akten-Nr.     | Bild |
| --------------------- | --- | ------------- | ---- |
| Ammelbruch (Standort) | Mittelalterliche und frühneuzeitliche Befunde im Bereich der Evangelisch-Lutherischen Pfarrkirche, ehemalige St. Petrus. | D-5-6928-0176 |      |

### Bodendenkmäler in der Gemarkung Dorfkemmathen
| Lage                     | Objekt | Akten-Nr.     | Bild |
| ------------------------ | --- | ------------- | ---- |
| Dorfkemmathen (Standort) | Abgegangenes Beginenkloster des Mittelalters und der frühen Neuzeit.                                                                                        | D-5-6928-0018 |      |
| Dorfkemmathen (Standort) | Grabhügel vorgeschichtlicher Zeitstellung. | D-5-6928-0150 |      |
| Dorfkemmathen (Standort) | Mittelalterliche und frühneuzeitliche Befunde im Bereich der Evangelisch-Lutherischen Pfarrkirche, ehemalige St. Katharina dann Wallfahrtskirche St. Maria. | D-5-6928-0178 |      |

### Bodendenkmäler in der Gemarkung Dühren
| Lage              | Objekt                                     | Akten-Nr.     | Bild |
| ----------------- | ------------------------------------------ | ------------- | ---- |
| Dühren (Standort) | Teilstrecke des raetischen Limes.          | D-5-6928-0025 |      |
| Dühren (Standort) | Wachtposten WP 13/22 des raetischen Limes. | D-5-6928-0027 |      |
| Dühren (Standort) | Wachtposten WP 13/23 des raetischen Limes. | D-5-6928-0028 |      |

### Bodendenkmäler in der Gemarkung Langfurth
| Lage                 | Objekt                       | Akten-Nr.     | Bild |
| -------------------- | ---------------------------- | ------------- | ---- |
| Langfurth (Standort) | Siedlung der Steinzeiten.    | D-5-6828-0007 |      |
| Langfurth (Standort) | Siedlung des Neolithikums.   | D-5-6828-0021 |      |
| Langfurth (Standort) | Mittelalterlicher Turmhügel. | D-5-6828-0082 |      |